# Deta (Timiș)
Deta (ungarsk: Detta; tysk: Detta; serbisk: Дета) er en by i distriktet Timiș i Rumænien. Den har 5.670 (2021) indbyggere, og administrerer en enkelt landsby, Opatița.

## Geografi
Deta ligger på sletten ved floden Bârzava og krydses af Birdanca, en biflod til Bârzava, som i perioder med oversvømmelser fungerer som en ventil for Bârzava. Den grænser op til Voiteg mod nord, Birda mod nordøst og øst, Denta mod syd og Banloc mod vest.

## Historie
Der er arkæologiske beviser på at stedet har været beboet siden neolitikum, senere udviklet i de andre historiske epoker (bronzealder, jernalder, det romerske Dakien og folkevandringstiden). I den romerske periode eksisterede det romerske castrum Potula her. Den første registrerede omtale af Deta finder sted i 1360, under navnet Ded, der er adelsmanden Johannes de Deeds besiddelse, hvoraf det nuværende navn stammer.